# Wyższa Szkoła Pilotów
Wyższa Szkoła Pilotów (WSPil.) - uczelnia wojskowa Sił Zbrojnych PRL.

## Historia uczelni
Szkołę utworzono w 1958 w Modlinie. Jej zadaniem było prowadzenie szkolenia doskonalącego dla pilotów i personelu naziemnego w ramach kursów: kierowników lotów i nawigatorów. Poza tym prowadzono kursy przeszkolenia kadry umożliwiające zapoznanie się z nowymi typami samolotów wprowadzanych na uzbrojenie polskiego lotnictwa.
W 1959 szkołę rozformowano.

## Struktura organizacyjna (1958)
- komenda i sztab
- eskadra myśliwsko-bombowa
- eskadra szkolno-treningowa
- eskadra pilotów przechwytywania
- eskadra szkolenia metodycznego personelu latającego
- kursy doskonalące
- pododdziały zabezpieczenia

## Komendanci
- ppłk pil. Stefan Witorzeńć
- mjr pil. Henryk Walczak